# قارچ‌های گردی
قارچ‌های گردی (نام علمی: Psathyrella) نام یک سرده از تیره (زیست‌شناسی) گردی‌قارچان است.